# Uprising
Uprising šesti je studijski album švedskog death metal-sastava Entombed. Diskografska kuća Music for Nations objavila ga je 6. ožujka 2000. Album je snimljen u studiju Das Boot, a producirali su ga Nico Elgstrand i Entombed. Glazbeno, ovaj album ublažava komercijalni stil alternativnog metala iz Same Difference i vraća se težem, izravnijem death 'n' roll zvuku koji podsjeća na Wolverine Blues.

## Popis pjesama
| 1.    | »Seeing Red«                         | 3:29 |
| 2.    | »Say It in Slugs«                    | 4:47 |
| 3.    | »Won't Back Down«                    | 3:13 |
| 4.    | »Insanity's Contagious«              | 2:52 |
| 5.    | »Something Out of Nothing«           | 3:13 |
| 6.    | »Scottish Hell« (obrada Dead Horsea) | 3:08 |
| 7.    | »Time Out«                           | 4:00 |
| 8.    | »The Itch«                           | 4:23 |
| 9.    | »Year In Year Out«                   | 2:39 |
| 10.   | »Returning to Madness«               | 3:15 |
| 11.   | »Come Clean«                         | 2:52 |
| 12.   | »In the Flesh«                       | 5:53 |
| 43:44 |                                      |      |

## Zasluge
Entombed
- L-G Petrov – vokal
- Uffe Cederlund – gitara, prateći vokal, orgulje
- Alex Hellid – gitara, grafički dizajn, dizajn
- Jörgen Sandström – bas-gitara
- Peter Stjärnvind – bubnjevi

Dodatni glazbenici
- Jonas Lundberg – maraca (na pjesmi "Insanity's Contagious"), tamburin (na pjesmi "Time Out")

Ostalo osoblje
- Stefan Boman – uređivanje
- Nico Elgstrand – inženjer zvuka, miks
- Pelle Henricsson – mastering
- Fred Estby – bubnjevi (na pjesmama 9. i 10.), inženjer zvuka (bubnjevi)